# Archichauliodes glossa
Archichauliodes glossa är en insektsart som beskrevs av Günther Theischinger 1988. Archichauliodes glossa ingår i släktet Archichauliodes och familjen Corydalidae. Inga underarter finns listade i Catalogue of Life.